# Dupont Lajoie
Pour les articles homonymes, voir Lajoie.
Pour plus de détails, voir Fiche technique et Distribution.
Dupont Lajoie est un film français réalisé par Yves Boisset en 1974 et sorti en 1975. Le film est adapté en roman la même année.

## Synopsis
Georges Lajoie est cafetier à Paris, place d'Aligre. Les Lajoie et leur fils Léon, bachelier, partent avec leur nouvelle caravane passer les vacances, comme chaque été, sur la côte provençale, au « Camping-Caravaning Beau-soleil » tenu par Loulou, un pied-noir.
Les Lajoie y retrouvent les Schumacher, huissiers de justice à Strasbourg, et les Colin, vendeurs de sous-vêtements sur les marchés. Ces bons Français du Nord se répandent en lieux communs, notamment sur la paresse supposée des « gens du Sud », mais veulent néanmoins sympathiser avec les Vigorelli, des Italiens nouveaux venus au camping. Vigorelli est chef de chantier et considère comme « de la merde » les nouveaux immeubles construits par Loulou pour les vacanciers, grâce au travail à bas salaires d'ouvriers algériens, logés dans un baraquement. Mais Vigorelli et Loulou parlent arabe et respectent les ouvriers immigrés pour leur ardeur au travail.
À plusieurs reprises, il apparaît manifeste que Georges Lajoie est fortement attiré par la belle Brigitte, la fille des Colin. Il en perd même ses moyens, au point qu'à la plage Brigitte lui suggère de mettre de la crème solaire, lui trouvant le visage tout rouge, alors qu'il était en train de poser sur elle un regard lubrique.
Brigitte semble pourtant promise à Léon, et leur flirt semble bien engagé.
Lors d'un bal, Lajoie s'en prend violemment à l'un des ouvriers algériens, venu danser un peu trop près de Brigitte. L'empoignade amène les gendarmes, qui embarquent seulement les Algériens.
Les jeux d'été « Inter-camping », menés par le grandiloquent Léo Tartaffione, attirent toute la population locale. Parti en balade, Lajoie rencontre Brigitte, toute nue au soleil, dans un petit coin tranquille. Il s'ensuit une conversation gênée et vaguement sensuelle. Lorsque Brigitte enfile son pantalon, Lajoie se fait pressant en embrassant la jeune fille malgré ses refus. Lajoie agresse sexuellement Brigitte qui se débat. Durant le viol, Lajoie la repousse d'une main sous le menton, ce qui provoque le coup du lapin et la mort de la jeune fille. Lajoie continue un instant de la violer avant de comprendre qu'il vient de la tuer. Il décide de la transporter vers le baraquement des ouvriers algériens qui se trouve à une centaine de mètres.
L'inspecteur principal Boulard mène l'enquête parmi les campeurs et sur le lieu de la découverte du cadavre. Le médecin légiste déclare que le corps a été transporté. D'un air inquiétant, Boulard annonce aux campeurs que des interrogatoires auront lieu le lendemain. L'inspecteur ne peut appréhender les deux Algériens, expulsés précédemment par les gendarmes, car Loulou lui dit se souvenir les avoir vus regarder, à l'heure du viol, un match de football à la télévision.
Certains campeurs s'énervent de ce que la police n'arrête pas aussitôt les « bicots ». Un fier à bras en casquette Bigeard échauffe les esprits. Colin, désemparé, se laisse entraîner. Un commando de campeurs se forme, malgré les appels au calme de Loulou, de Vigorelli, du fils Lajoie, et déboule en pleine nuit dans le baraquement des Algériens. Lajoie, le violeur et meurtrier, s'agite parmi les justiciers. Un Algérien est agressé et blessé gravement. Son frère Saïd se défend : il est massacré, tandis que deux autres ouvriers parviennent à fuir.
L'inspecteur Boulard enquête maintenant sur la ratonnade et recueille, à l'hôpital, le témoignage de l'Algérien blessé.
Convoqués à la morgue devant la dépouille de l'Algérien assassiné, des élus locaux font valoir le risque de perte de touristes, voire d'émeutes racistes, et tentent de dissuader Boulard d'aller plus loin. Mais ce dernier leur rétorque qu'il mènera cette enquête comme il l'entend et jusqu'au bout.
Les deux ouvriers fugitifs, emmenés au camping, désignent les agresseurs. Boulard convoque les campeurs suspects à l'école primaire pour le lendemain.
Cependant, un haut fonctionnaire, énarque caricatural, dépêché depuis Paris et désireux d'étouffer l'affaire afin d'éviter que des incidents n'éclatent un peu partout en France, signifie à Boulard que l'enquête doit se conclure sur un non-lieu, qu'il tente d'ailleurs de lui faire signer. Comme Boulard refuse et lui rend le document, le haut fonctionnaire lui suggère que l'enquête pourrait alors lui être retirée et que sa promotion au grade de commissaire serait compromise. Inversement, s'il abandonne l'affaire, sa promotion sera accélérée.
Plus tard, Boulard demande à Vigorelli et à Léon de témoigner, mais ces derniers, à contrecœur, se refusent à recourir à la délation.
Lors de la convocation des campeurs suspects à l'école, Boulard leur annonce qu'il sait qu'ils sont coupables de la ratonnade et Colin se dénonce, malgré les protestations des autres. Mais les campeurs meurtriers sont exonérés, Boulard ayant changé d'avis sous la pression des hautes instances judiciaires. Le meurtre de Brigitte est imputé à l'Algérien mort, et la mort de celui-ci aux autres Algériens qui, pour sauver l'honneur de leur village, l'auraient exécuté. Boulard quitte néanmoins les lieux en signifiant aux campeurs son dégoût.
Certains se flattent de cette issue sordide, mais d'autres se sentent mal. Colin, accablé, refuse de saluer ses anciens amis, qui quittent le camping après seulement quatre jours de vacances. Dans un accès de cynisme, Lajoie évoque « tout cet argent foutu en l'air » (la location de l'emplacement de camping).
Léon est fâché avec son père et quitte ses parents. Lajoie dit au revoir à Loulou, mais celui-ci lui demande - et, contrairement à ses habitudes méridionales, en le vouvoyant - de ne plus jamais revenir au camping.
Quelque temps plus tard, revenu dans sa brasserie, Lajoie raconte à ses habitués, avec force mensonges, comment lui-même et ses amis ont puni les Algériens coupables du meurtre de Brigitte. Mais justement, celui dont le frère Saïd a été tué entre dans le bistrot. Il sort de sa gabardine un fusil à canon scié et le braque sur Lajoie. Deux coups de feu éclatent.

## Fiche technique
- Titre : Dupont Lajoie
- Réalisation : Yves Boisset
- Scénario : Jean-Pierre Bastid et Michel Martens
  - Dialogues : Jean Curtelin
- Musique : Vladimir Cosma
- Photographie : Jacques Loiseleux
- Décors : Jacques d'Ovidio
- Montage : Albert Jurgenson
- Son : Raymond Adam
- Production : Gisèle Rebillon et Catherine Winter
- Société de production : Sofracima (Paris)
- Pays d'origine :  France
- Langue originale : français
- Format : couleur (Eastmancolor) - son mono
- Genre : drame
- Durée : 100 minutes
- Dates de sortie :
  - France : 26 février 1975
  - Allemagne : juillet 1975 (Berlinale)
- Certification : déconseillé aux moins de 12 ans lors de sa diffusion à la télévision en France[1]
- Affiche : René Ferracci (France)

## Distribution
- Jean Carmet : Georges Lajoie
- Pierre Tornade : Colin
- Ginette Garcin : Ginette Lajoie
- Pascale Roberts : Madame Colin
- Jean Bouise : l'inspecteur Boulard
- Michel Peyrelon : Albert Schumacher
- Odile Poisson : Madame Schumacher
- Jean-Pierre Marielle : Léo Tartaffione
- Robert Castel : Loulou Ramirez
- Isabelle Huppert : Brigitte Colin
- Abderrahmane Benkloua : Saïd
- Jacques Villeret : Gérald
- Pino Caruso (VF : Albert Augier) : Vigorelli
- Victor Lanoux : l'ancien d'Algérie
- Mohamed Zinet : le frère de Saïd
- Jacques Chailleux : Léon Lajoie
- Henri Garcin : le haut fonctionnaire
- Bernard Dumaine : le brigadier de police
- Jacques Ramade : un client du café
- Jacques Préboist : un client du café
- Pierre Collet : un client du café
- François Cadet : Léglise
- Jean-Jacques Delbo : le médecin-légiste
- Jean-Claude Rémoleux : un campeur
- Paul Bonifas : le maire
- Marcel Gassouk : le boucher, voisin des Lajoie, qui part en vacances en même temps qu’eux
- Carlo Nell : l’automobiliste allemand au gros cigare

## Production

### Genèse
La réalisation ne se fit pas sans difficultés. Le film s’inspire en partie de la vague de meurtres racistes commis dans le sud de la France, au début des années 1970, notamment à Marseille durant l’été 1973, mais également d'un fait divers réel s'étant déroulé à Grasse. Le sujet est encore très sensible dans le Var où Boisset souhaite tourner. Ses autorisations de tournage sont souvent retirées et l'agressivité reste présente autour de l'équipe.
L'animation et jeu Intercamping animé par Léo Tartaffione était largement inspirée de l'émission télévisée Intervilles, le nom lui-même de Léo Tartaffione rappelant celui de Léon Zitrone.

### Tournage
En dehors du café situé à Paris XIIe, place d'Aligre, angle rue Beccaria - dont l'intérieur est un autre café de la place d'Aligre, angle rue d'Aligre (aujourd'hui encore dans son jus), le reste du film a été tourné en Provence, essentiellement dans le Var. La plage avec le pont en arrière-plan est celle de Saint-Aygulf. D'autres scènes ont été tournées à Fréjus. Le discours du maire et celui de Léo Tartafionne ont été tournés à Tourtour (on y voit les deux ormeaux appelés « Sully », plantés en 1638 et aujourd'hui disparus). L'embouteillage peu avant l'arrivée au camping semble avoir été tourné dans le village de Tourves.
Une grande partie des scènes extérieures du film ont été tournées sur les plages de Saint-Aygulf, Fréjus-plage dans le Var. Le groupe extrémiste Charles-Martel (qui a été notamment l'auteur d'un attentat à la bombe à Marseille en 1973) menace l'équipe de Boisset. Le camping, principal lieu de tournage, est lapidé et reçoit même des grenades et des cocktails Molotov. Les figurants devant jouer les Maghrébins ne trouvent pas de logement, et l'acteur Abderrhamane Benkloua est même agressé par un groupe de quatre personnes ; hospitalisé, il ne reprendra pas le tournage. Les figurants « blancs », bien que connaissant le scénario, auraient troqué leurs accessoires contre de vrais gourdins, supposant que leurs homologues maghrébins avaient quelque chose à se reprocher.

## Accueil
La censure veut interdire le film aux moins de dix-huit ans, sauf si Boisset accepte trois coupes : une scène de dialogue et deux plans (les images où l'on voit le sexe d'Isabelle Huppert, et celui où la tête de la victime de la ratonnade heurte le pavé). Boisset accepte sans sourciller : les plans n'existent pas dans le film, les scènes n'étant que suggérées par la mise en scène. Le film sort dans les salles en février 1975. Mal accueilli par ceux qui ne voulaient voir que l’aspect polémique du sujet, il est parfois soumis au refus des exploitants de salle de le diffuser, comme le patron du cinéma Pathé de la place Clichy, qui craint que le public arabe attiré par le film ne fasse fuir ses « habitués ». Les salles connaissent également des échauffourées à la sortie des séances.
Si le film suscite de vives réactions dans les milieux extrémistes, il n'est pas sans provoquer une aversion inverse pour le personnage de Georges Lajoie, au point d'en attirer quelques déboires à son interprète : dans son roman autobiographique Belle-fille (Nil, 2019), Tatiana Vialle évoque les nombreuses incivilités dont son beau-père Jean Carmet a été victime, les années qui ont suivi le tournage, celui-ci en arrivant même à lui faire défense de se tourner vers le métier de comédienne .
Ce film fut aussi un grand succès public, et l'œuvre la plus importante d'Yves Boisset. Il proposait une peinture simpliste mais sans complaisance de gens ordinaires qui, collectivement, se laissent gagner par la haine raciste. Caricature et réalisme s'y confondent. La qualité de la distribution assura le succès du film : Carmet en meurtrier lâche et raciste, Lanoux en fier à bras, beauf et ancien d'Algérie, des acteurs généralement sympathiques, Jean-Pierre Marielle et Michel Peyrelon interprétant avec justesse des personnages aussi odieux qu'ordinaires, archétypes du fameux « Français moyen ». Seul Pierre Tornade sort du lot. Après s'être laissé entraîner il se ressaisit, se dénonce seul auprès de Boulard. Il refuse de se faire aider à faire sa valise par deux lyncheurs -dont Jean Carmet- qui lui disent "Cela ne nous gêne pas, vous savez !", il répond : "Moi, cela me gêne !".

## Adaptation
En 1975 Dupont Lajoie sort en roman aux éditions Presses de la Cité. Le livre est écrit par les scénaristes du film, Jean-Pierre Bastid et Michel Martens.

## Distinctions
- Berlinale 1975 :
  - Ours d'argent spécial du jury
  - Prix du jury des lecteurs du Morgenpost
  - Recommandation Interfilm